# Carl Perkins (Pianist)
Carl Perkins (* 16. August 1928 in Indianapolis; † 17. März 1958 in Los Angeles) war ein US-amerikanischer Jazzpianist des Hard Bop.
Perkins lernte das Klavierspiel überwiegend autodidaktisch (und las auch keine Noten). Wegen einer Polio-Erkrankung war sein linker Arm behindert, was sein Spiel entsprechend beeinflusste (er hielt seine linke Hand seitwärts beim Spiel). Erste Auftritte hatte er bei Tiny Bradshaw und Big Jay McNeely. Seit Ende der 1940er Jahre lebte er in Los Angeles. 1950 spielte er mit Miles Davis, 1953 bis 1955 mit dem Trio von Oscar Moore, 1954 in der Band von Clifford Brown und Max Roach und danach in der „Curtis Counce Group“ mit Harold Land, Jack Sheldon und Frank Butler. Er nahm auch mit Art Pepper (1957), Stuff Smith (1957), Quincy Jones, Richie Kamuca, Dexter Gordon, Leroy Vinnegar, Jim Hall, Illinois Jacquet, Chet Baker, Buddy DeFranco und ein Album unter eigenem Namen auf (Introducing Carl Perkins, Dootone 1956, mit Larance Marable, Leroy Vinnegar im Trio). Er komponierte auch, u. a. Grooveyard, Mia (Way Cross Town) Carl’s Blues. Er starb mit 29 Jahren an einer Überdosis Heroin.
Nach Billy Taylor gilt er als ein erster Wegbereiter des soul- und gospelbeeinflussten Jazzstils der 1960er Jahre.